# Jacques Cloutier
Jacques Cloutier (* 3. Januar 1960 in Rouyn-Noranda, Québec) ist ein ehemaliger kanadischer Eishockeytorwart und jetziger -trainer, der in seiner aktiven Zeit von 1976 bis 1994 unter anderem für die Buffalo Sabres, Chicago Blackhawks und Nordiques de Québec in der National Hockey League gespielt hat.

## Karriere
Jacques Cloutier begann seine Karriere als Eishockeyspieler bei den Draveurs de Trois-Rivières, für die er von 1976 bis 1980 in der kanadischen Juniorenliga Ligue de hockey junior majeur du Québec aktiv war. Mit den Draveurs gewann er dabei 1978 und 1979 jeweils die Coupe du Président und wurde in diesen beiden Spielzeiten auch jeweils in das All-Star Team der Liga gewählt. Während seiner Zeit in Trois-Rivières wurde der Torwart im NHL Entry Draft 1979 in der dritten Runde als insgesamt 55. Spieler von den Buffalo Sabres ausgewählt. Für die Buffalo Sabres spielte er von 1980 bis 1989 ebenso in der National Hockey League, wie parallel für deren Farmteam, die Rochester Americans, in der American Hockey League. Mit Rochester gewann er in der Saison 1982/83 den Calder Cup.
Am 28. September 1989 wurde Cloutier zusammen mit einem Fünftrundenwahlrecht für den NHL Entry Draft 1990 im Tausch gegen Steve Ludzik und ein Sechstrundenwahlrecht für denselben Draft an die Chicago Blackhawks abgegeben. Für das Team aus Illinois absolvierte der Kanadier in den folgenden eineinhalb Jahren insgesamt 57 Partien in der NHL. Anschließend wurde er im Januar 1991 im Tausch für Tony McKegney zu den Nordiques de Québec transferiert. Bei den Nordiques beendete er im Anschluss an die Saison 1993/94 seine Karriere im Alter von 34 Jahren. Unmittelbar darauf wurde er Assistenztrainer bei Québecs AHL-Farmteam Cornwall Aces. In dieser Position arbeitete er bis 1996, anschließend arbeitete er in gleicher Position bei der Colorado Avalanche aus der NHL, dem Nachfolgeteam der Québec Nordiques. Für die Avalanche, mit denen er in der Saison 2000/01 als Mitglied des Trainerstabs den Stanley Cup gewann, war er bis Juni 2009 tätig. Anschließend wurde sein Vertrag nicht mehr verlängert.
Anlässlich des Heroes of Hockey Game, welches im Rahmen des NHL All-Star Games stattfand, schnürte er 2001 noch einmal die Schlittschuhe.
Im Mai 2011 wurde Cloutier von den ZSC Lions als Assistenztrainer verpflichtet. Zur Saison 2012/13 kehrte er in die NHL zurück und war in der Folge vier Jahre als Assistenztrainer bei den Calgary Flames tätig, ehe er nach der Saison 2015/16 samt Chefcoach Bob Hartley entlassen wurde.
Im Dezember 2016 wurde Hartley Nationaltrainer in Lettland und nahm Cloutier erneut als Assistenztrainer hinzu. Das Duo betreute die lettische Nationalmannschaft bei den Weltmeisterschaften 2017 und 2018. Anschließend wurden Hartley und Cloutier als Chef- und Assistenztrainer vom HK Awangard Omsk aus der Kontinentalen Hockey-Liga verpflichtet.

## Erfolge und Auszeichnungen
| - 1978 Coupe-du-Président-Gewinn mit den Draveurs de Trois-Rivières - 1978 LHJMQ First All-Star Team - 1979 Coupe-du-Président-Gewinn mit den Draveurs de Trois-Rivières - 1979 LHJMQ First All-Star Team - 1979 Trophée Jacques Plante | - 1983 Calder-Cup-Gewinn mit den Rochester Americans - 2001 Teilnahme am Heroes of Hockey Game - 2001 Stanley-Cup-Gewinn mit der Colorado Avalanche (als Assistenztrainer) - 2012 Schweizer Meister mit den ZSC Lions (als Assistenztrainer) |

### International
- 1986 Bronzemedaille bei der Weltmeisterschaft